# Malcolm Beasley
Malcolm Roy Beasley (San Francisco, 4 de enero de 1940) es un físico estadounidense. Es profesor emérito de física aplicada en la Universidad de Stanford. Es conocido por sus investigaciones relacionadas con la superconductividad.

## Biografía

### Primeros años
Nació en el hospital de Stanford y se mudó a Hawái durante la Segunda Guerra Mundial con sus padres, que eran científicos sociales. Fue jugador de baloncesto en la preparatoria y la universidad, obteniendo honores All-Metropolitan en Montgomery Blair High School en Silver Spring, Maryland, y jugó para el Cornell Big Red de 1958 a 19 59.
En la Universidad Cornell, obtuvo su licenciatura en ingeniería física en 1962 y su doctorado en 1967. Su tesis doctoral se titula, La fluencia del flujo en superconductores duros y fue supervisada por Watt W. Webb.

### Carrera
Se unió a la Universidad de Harvard en 1968, donde permaneció hasta aceptar un puesto en Stanford en 1974. Fue reclutado en Stanford por Theodore Geballe, y después de que Aharon Kapitulnik se uniera al departamento de física aplicada, los tres investigadores de superconductividad de Stanford pasaron a ser conocidos como el "Grupo KGB".
En 1991, fue elegido miembro de la Academia Estadounidense de Artes y Ciencias. Fue elegido miembro de la Academia Nacional de Ciencias en 1993. En 1998, fue nombrado decano de la Facultad de Humanidades y Ciencias de Stanford. En 2002, se desempeñó como presidente de la comisión Jan Hendrik Schön, que determinó que Schön había inventado gran parte de su investigación publicada.
En 2011, fue elegido miembro de la línea presidencial de la Sociedad Estadounidense de Física y se convirtió en presidente de la APS en 2014.